# Lanceerbasis Xichang
De lanceerbasis Xichang (Chinees: 西昌卫星发射中心, Hanyu pinyin: Xīchāng Wèixīngfāshèzhōngxìn) is een Chinese lanceerbasis voor satellieten gelegen in de provincie Sichuan vlak bij de gelijknamige stad. De basis werd gebouwd voor het toenmalige bemande Chinese ruimtevaartprogramma van de jaren 60 (Project 714) dat uiteindelijk gestaakt zou worden.
Nadat er een breuk kwam in de relatie tussen China en de Sovjet-Unie eind jaren 50 - begin jaren 60 werd voor Xichang gekozen dat ver van de grens met de Sovjet-Unie lag. De basis werd geopend in 1984. In juli 1990 werd hier vandaan de eerste, geheel door Pakistan zelf ontwikkelde satelliet Badr-A gelanceerd.
Op 15 februari 1996 vond er een ernstig lanceerongeluk plaats toen een raket met aan boord een satelliet crashte en insloeg in een dorp 1200 kilometer verder op met 6 doden en meerdere gewonden tot gevolg.
Ook de eerste twee satellieten van het Europees-Chinese ruimtevaart programma Double Star werden in Xichang gelanceerd in december 2003. In 2007 op 11 januari voerde China hier ook haar eerste succesvolle anti-satellietwapen-test uit en in oktober 2007 werd van deze basis de maanmissie Chang'e 1 gelanceerd. Ook de Chang'e 2 (2010), Chang'e 3 (2013) en Chang'e 4 (2018) werden hier vandaan gelanceerd.
In oktober 2024 kondigden de prefectuur Liangshan en de Sichuan Development Holding de oprichting aan van Sichuan Development International Commercial Spaceport aan dat de lanceerbasis zou uitbouwen tot een commerciële ruimtehaven, en dus zowel commerciële draagraketten zou lanceren alsook draagraketten laten landen op de basis.